# 芬兰社会主义工人共和国
芬兰社会主义工人共和国（芬蘭語：Suomen sosialistinen työväentasavalta），通称红色芬兰，是1918年1月29日在芬兰内战期间，由芬兰人民代表团成立的一个短命社会主义共和国。“芬兰社会主义工人共和国”这一名称是在1918年3月俄罗斯和红色芬兰谈判期间由弗拉基米尔·列宁提出的。红色芬兰的管辖地区以及白军与芬兰红军之间的分界线在1918年1月至2月间基本不变，直到3月白军发起总攻。

## 历史
1918年1月29日，红色芬兰独立。1918年2月23日，芬兰人民代表团在奥托·威廉莫维奇·库西宁主导下制定了红色芬兰的宪法草案。该宪法并没有明显的马克思主义和无产阶级专政色彩，而是提出了“民主社会主义”的概念。在1918年红色芬兰覆灭前，宪法草案并未正式通过。
在芬兰一月革命后，一个重大问题摆在了红色芬兰的面前：人民民主制度在芬兰是否妥善可行。由于缺少颁布的宪法，导致红色芬兰内部制度在并不完善，由赤卫队控制，充满了红色恐怖，“民主社会主义”并没有真正实行。尽管红色芬兰可以通过3月1日的红色条约得到苏俄的援助，但是两个社会主义国家都只专注在国内事务上。
最终，在德国的干涉下，芬兰王国的白军突破了红色芬兰的防线，5月5日统一了全芬兰，后建立芬兰共和国。白军胜利后，芬兰社会主义者分为两派。一派留在芬兰，服从芬兰共和国的制度，而另一派则流亡莫斯科，并支援社会主义革命。